# Make (datorprogram)
make är ett datorprogram som används för att automatiskt kompilera och länka datorprogram från flera källkodsfiler eller andra typer av resurser. Programmet använder sig av textfiler ("makefiler") som definierar hur de olika källkomponenterna är beroende av varandra och hur de enskilda komponenterna ska kompileras och länkas till ett färdigt program.